# سام بارات
صامويل جيمس بارات (من مواليد 25 أغسطس 1995) هو لاعب كرة قدم إنجليزي محترف يلعب كجناح في ميدنهيد يونايتد.